# 起承轉合
起承轉合是一種中國、韓國和日本的傳統敘事結構。這種結構起源於中國，在中國詩歌中用作四行詩，例如七言絕詩。起承轉合從中國傳到韓國後，在那裡被稱為 giseungjeongyeol（韓文：기승전결；漢字：起承轉結）。最後，這種藝術風格傳入日本，被稱為 kishōtengō（起承転合），也是英文單字的由來。起承轉合有時被描述為一種沒有衝突的敘事結構，特別與西方敘事風格相反。

## 地方差異
由於各地對於同一漢字的解釋不同，造成了「起承轉合」在不同地區也有不同的意思。

### 中國
1. 起：起頭，點出事情開始的原因。
2. 承：承接上文，發展、過程、困難。
3. 轉：轉折，事件的轉捩點。
4. 合：統整，結果。

## 科學研究
在一個關於對台灣學生的這種故事結構與五段式作文結構的研究中，研究人員發現熟悉起承轉合結構的學生能夠更好地找出該種文章的要點，反之亦然——在改寫為五段文章後，美國學生比起起承轉合結構更能挑出文章的重點。他們猜測文章的結構有助於整理思考。